# Josué
Josué Anunciado de Oliveira (normalt bare kendt som Josué) (født 19. juli 1979 i Vitória de Santo Antão, Brasilien) er en brasiliansk tidligere fodboldspiller, der spillede som defensiv midtbanespiller. Gennem sin karriere var han aktiv i både hjemlandet hos blandt andet São Paulo FC og Atlético Mineiro, samt i Tyskland hos VfL Wolfsburg.
Med São Paulo FC vandt Josué det brasilianske mesterskab i både 2006 og 2007, og var i 2005 også med til at føre klubben frem til sejr i Copa Libertadores og VM for klubhold. I 2009 var han anfører for VfL Wolfsburg, da holdet sikrede sit første tyske mesterskab nogensinde.

## Landshold
Josué nåede i sin tid som landsholdsspiller (2007-2010) at spille 28 kampe for Brasiliens landshold, som han debuterede for den 27. marts 2007 i et opgør mod Ghana. Han var efterfølgende en del af truppen der vandt Copa América i 2007, og var også med til at vinde guld ved Confederations Cup 2009 i Sydafrika. Han blev også udtaget til VM i 2010 i Sydafrika.

## Titler
Brasiliansk Mesterskab
- 2006 og 2007 med São Paulo FC

Copa Libertadores
- 2005 med São Paulo FC

VM for klubhold
- 2005 med São Paulo FC

Bundesligaen
- 2009 med VfL Wolfsburg

Confederations Cup
- 2009 med Brasilien